# Nokia N91
Nokia N91 — смартфон фірми Nokia. Відноситься до лінійки телефонів «мультимедійний комп'ютер». Орієнтовано на меломанів. На кришці, що закриває клавіатуру розташована панель з кнопками управління програвачем. Модель має жорсткий диск на 4 Гб, роз'єм для навушників 3,5 мм і лінійний вхід. N91 дуже зосереджений на музиці, зі спеціальними музичними клавішами на передній панелі, які ковзають вниз, відкриваючи клавіатуру.
N91 став одним із найбільш очікуваних телефонів 2005, однак він постраждав від тривалої затримки випуску. Очікувалося, що його поставка розпочнеться до кінця 2005; але у вересні того ж року пристрій було відкладено до 2006. У лютому 2006 його випуск знову було відкладено через проблеми з програмним забезпеченням, що призвело до перенесення випуску на 2 квартал. Нарешті у квітні 2006 його було вперше випущено для споживачів, через рік після оголошення.
Незважаючи на це, N91 виграв нагороду «Most Innovative Product» і «Most Technologically Advanced Product» на знак визнання його справжнього мультимедійного музичного досвіду, доданого разом із його висококласними можливостями смартфона. У рекламі телефону Nokia рекомендувала навушники Bose і Sennheiser. Багато хто вважав його звук дуже високої якості та дуже гучним.
Модіфикація Nokia N91 8Gb (Music Edition) відрізняється збільшеним до 8 Гб твердим диском, чорним кольором корпусу й оновленим програмним забезпеченням.
- Високоякісний стереозвук
- FM-радіо з підтримкою візуалізації (Visual Radio)
- WLAN[1]

## Додаткові характеристики Nokia N91
- Кольори: сріблястий
- Вбудована камера: 2 MP (1600x1200 точок)JPEG, YUV, RGB, ZOOMx8, запис в JPEG, YUV, RGB, макрорежим, відеозйомка.
- Java: MIDP 2.0
- Інше: Nokia N91 працює на базі Symbian OS v9.1, Series 60 3rd Edition

## Пам’ять
- Твердий диск на 4 ГБ
- Присвоєння мелодії номеру
- Присвоєння мелодії групі номерів
- Присвоєння фотографії номеру
- Присвоєння фотографії групі номерів
- Інформація про останні дзвінки

## Комунікаційні можливості
- WAP 2.0/xHTML, HTML
- GPRS Class 10 (4+1/3+2 slots), 32 — 48 kbps
- EDGE Class 10, 236.8 kbps
- 3G 384 kbps
- Email-клиент
- Bluetooth v1.2
- Роз'єм miniUSB
- Вмонтований модем
- Wi-Fi 802.11b/g
- Передача даних: WCDMA на швидкості до 384 кбіт/с, EGPRS/GPRS (class B/multislot 10) на швидкості до 236,8 кбіт/с

## Проблеми та критика
На Філіппінах стався інцидент, пов’язаний з використанням N91 з одним із 46 мільйонів відкликаних літій-іонних акумуляторів Nokia BL-5C, який в результаті вибухнув.

## Схожі моделі
- Nokia N70
- Nokia 3250
- Nokia 7710
- Motorola A1010
- Motorola E680